# Hrabstwo Putnam (Missouri)
Hrabstwo Putnam (ang. Putnam County) – hrabstwo w stanie Missouri w Stanach Zjednoczonych.
Obszar całkowity hrabstwa obejmuje powierzchnię 519.66 mil2 (1 346 km²). Według danych z 2010 r. hrabstwo miało 4 979 mieszkańców. Hrabstwo powstało 28 lutego 1845.

## Główne drogi
- U.S. Route 136
- Route 5
- Route 129
- Route 139
- Route 149

## Sąsiednie hrabstwa
- Hrabstwo Wayne (północny zachód)
- Hrabstwo Appanoose (północny wschód)
- Hrabstwo Schuyler (wschód)
- Hrabstwo Adair (południowy wschód)
- Hrabstwo Sullivan (południe)
- Hrabstwo Mercer (zachód)

## Miasta
- Unionville
- Lemons (CDP)

## Wioski
- Livonia
- Lucerne
- Powersville
- Worthington